# Brgule (Ub)
Brgule (Ub) (em cirílico: Бргуле) é uma vila da Sérvia localizada no município de Ub, pertencente ao distrito de Kolubara, na região de Tamnava. A sua população era de 1159 habitantes segundo o censo de 2011.

## Demografia
| 1948  | 1953  | 1961  | 1971  | 1981  | 1991  | 2002  | 2011  |
| ----- | ----- | ----- | ----- | ----- | ----- | ----- | ----- |
| 1 465 | 1 493 | 1 571 | 1 546 | 1 428 | 1 356 | 1 235 | 1 159 |